# Hyperventilation
L'hyperventilation est un mode de respiration dans lequel l'inspiration est fortement accentuée. Cette façon de respirer produit un changement des proportions de gaz dans le sang, notamment une forte baisse du taux de dioxyde de carbone, une faible augmentation du taux d'oxygène, ainsi qu'une modification du pH sanguin (alcalose respiratoire).

## Techniques d'hyperventilation volontaire

### En plongée
En apnée, l'hyperventilation est utilisée pour réduire le taux de dioxyde de carbone (CO2) dans le sang (hypocapnie) sans parallèlement augmenter notablement le taux d'oxygène (O2, hyperoxie). Cette pratique peut être dangereuse car le système d'alarme du corps est faussé et une baisse du flux sanguin est observée dans le cerveau. En effet, le réflexe de respiration et l'envie de respirer reposent sur le taux de CO2 dissous dans le sang. L'organisme a aussi un mécanisme de protection lié au taux d'O2 qui provoque une syncope si celui-ci est trop bas. Normalement, l'envie de respirer survient avant que le corps ne déclenche une syncope. L'hyperventilation fait augmenter le seuil du réflexe de respiration de sorte qu'il est atteint après le seuil de syncope.

### En médecine «douce» ou alternative
Dans certains cercles d'évolution personnelle ou de thérapie alternative, l'hyperventilation est particulièrement connue et pratiquée,,. La raison en est qu'une fois le mode automatique enclenché et après une phase de tétanie notamment des mains (environ un quart d'heure), il se produit des expériences fortes, mais très diverses et absolument propres à chacun (voir Rebirth). Or, cette accélération de la pensée et ces hallucinations sont en fait liées à la baisse du flux sanguin vers le cerveau ainsi qu'à la diminution des réflexes respiratoires consécutives à l'hyperventilation.

## Syndrome d’hyperventilation
Le syndrome d’hyperventilation est « un trouble fonctionnel fréquent dont les causes précises ne sont pas clairement identifiées. Le diagnostic repose sur l’exclusion d’une atteinte organique et la combinaison du questionnaire de Nijmegen, la reproduction de symptômes connus pendant un test de provocation d’hyperventilation et l’existence d’une hypocapnie ». Il peut être invalidant et sérieusement dégrader la qualité de vie de la personne qui le subit. 
Le traitement est une rééducation respiratoire (kinésithérapie) abdomino-diaphragmatique, visant l'apprentissage d'une hypoventilation volontaire, passant par une respiration naso-nasale à basse fréquence et à faible volume courant. Ce syndrome pourrait correspondre au syndrome de Da Costa (1871) ou du « cœur irritable », décrit chez certains soldats par exemple lors de la guerre de Sécession ou la Première Guerre mondiale, ou encore au « syndrome neurocirculatoire » décrit chez des militaires et dans la population générale, notamment chez des enfants et adolescents.

## Risques liés à l'hyperventilation
L'hypocapnie (baisse de la pression en CO2) entraîne une réduction des réflexes respiratoires ainsi qu'une vasoconstriction avec pour conséquence une diminution du flux sanguin cérébral  (baisse de 2 % pour chaque baisse de 1 mmHg de PaCO2), coronarien et périphérique, après quelques minutes d'hyperventilation, d'où les malaises ressentis par les patients et les rares complications sérieuses, notamment cardiaques.
Cette baisse du flux sanguin vers le cerveau dérègle le rythme cardiaque ainsi que respiratoire et peut dans certains cas provoquer des hallucinations assimilables à la prise de drogues. Elles sont le signe d'une perte neuronale[réf. nécessaire] (les neurones meurent), ces derniers libérant à leur mort des quantités aléatoires de neurotransmetteurs qui sont interprétés par les neurones voisins comme des messages légitimes (phénomène d'excitotoxicité). Ce qui explique probablement les sensations observées lors des thérapies alternatives évoquées précédemment. 
En général, le risque le plus fréquent est que la victime cède à la panique avec les risques inhérents : chute, chocs, traumatisme, etc.
En avion, une baisse de pression d'air, combinée au stress spécifique, peut déclencher une hyperventilation ; c'est un problème répertorié par les autorités aéronautiques ; le diagnostic sur soi-même et la réaction à avoir font partie des questions de l'examen du brevet de pilote privé en France et ailleurs.

### Dans l'eau, en plongée en apnée
Dans l'eau, si la victime est en surface, partiellement immergée, un risque est que la tête tombe dans l'eau et qu'elle se noie ; en plongée sous-marine, le risque concerne la syncope et la noyade. Dans le cas de la plongée en apnée, l'hyperventilation peut être fatale. La prévention consiste en différentes techniques de préparation ventilatoire, telle la respiration en tiers temps (un temps d'inspiration pour deux temps d'expiration).
| - Plongée en apnée sans hyperventilation - Plongée en apnée après hyperventilation |